# Lamme Goedzak
Lamme Goedzak is een personage uit het boek De Legende van Uilenspiegel (1867) door de Belgische schrijver Charles de Coster. Hij is Uilenspiegels beste vriend naast zijn geliefde Nele.
Lamme Goedzak komt niet voor in de oorspronkelijke 15de- en 16de-eeuwse vertellingen rond Tijl Uilenspiegel die in Duitsland en Vlaanderen de ronde deden.

## Karakter
De naam "Lamme Goedzak" (ook in de oorspronkelijke Franse tekst heet hij zo) geeft zijn karakter al goed weer. Hij is een zachtmoedige man die op zijn gemak van het leven geniet. Als kind ontvluchtte hij het ouderlijk huis omdat hij gepest werd door zijn jongere zus en niet assertief genoeg was om iets terug te doen. Hij is verzot op eten en drinken (wat te zien is aan zijn lichaamsomvang) en helpt Uilenspiegel graag met het uitvoeren van diens fratsen. Evenals Uilenspiegel strijdt hij tegen de papen. Hij is meedogenloos als een monnik hem voor "dikzak" uitmaakt.
Hij verlangt hevig naar zijn eigen vrouw (die hij nergens vinden kan) en weerstaat intussen de verleiding van andere vrouwen.

## In populaire cultuur

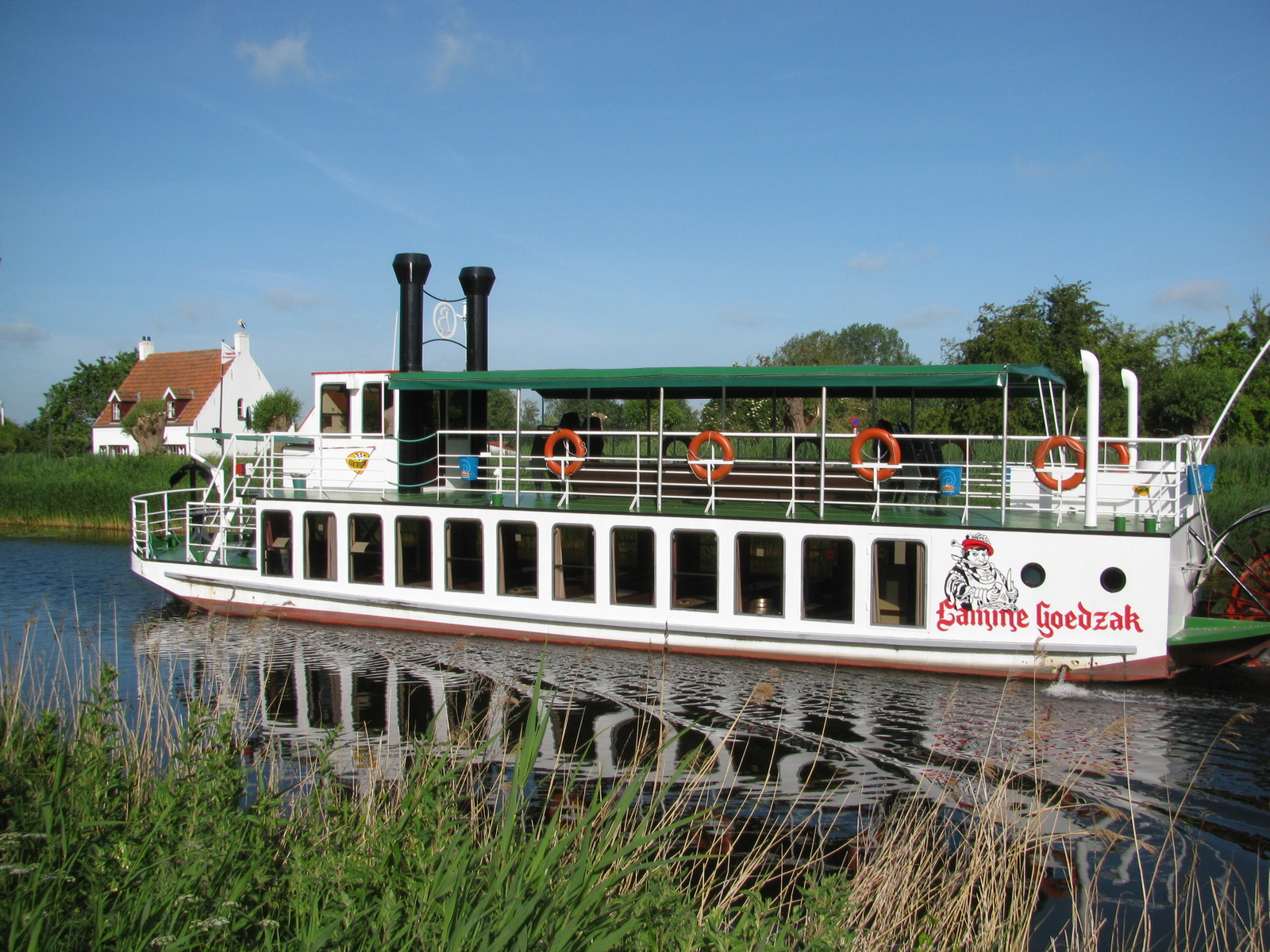
Lamme Goedzak op de Damse Vaart

- Willy Vandersteen gebruikte de figuur in zijn stripbewerking van Tijl Uilenspiegel.
- In Vandersteens latere stripreeks De Geuzen, die zich in de 16de eeuw afspeelt, speelt een soortgelijke dikke figuur die graag van eten houdt een rol. Zijn vriendschap met de hoofdfiguur en het feit dat hij Tamme heet bewijzen zijn verwantschap met Lamme Goedzak.
- In De stalen bloempot (1950) wandelen Lambik en Wiske langs de haven van Amoras, waar Lambik de knappe verwezenlijkingen van Vlamingen in het verleden begint te roemen, waaronder ook Tijl Uilenspiegel. Wiske merkt echter op: "Als je maar niet vergeet dat Lamme Goedzak de makker van Tijl Uilenspiegel was mag je voortpraten, Lambik."
- Ook in een album uit de stripreeks van Jerom komt Lamme Goedzak voor (De wraak van Tijl).
- In de Vlaamse televisieserie Tijl Uilenspiegel speelde Anton Peters de rol van Lamme Goedzak.
- In de stripreeks De Kiekeboes heten twee dikke restaurantcritici in het album Tegen de sterren op Lammer en Ghoezac.
- Op de Damse Vaart vaart een schip met de naam Lamme Goedzak.